# Artjom Artjunin
Artjom Artjunin (Tallinn, 1990. január 24. –) észt válogatott labdarúgó.

## Pályafutása

### Klubcsapatokban
Artjunin 2008 és 2015 között a Levadia Tallinn játékosa volt. 2018 januárja óta nincs klubja.

### Válogatott
Többszörös észt utánpótlás-válogatott, 2013 óta hat alkalommal lépett pályára az észt válogatott színeiben.

#### Mérkőzései az észt válogatottban
| #  | Dátum              | Ellenfél     | Eredmény | Kiírás                   | Esemény |
| -- | ------------------ | ------------ | -------- | ------------------------ | ------- |
| 1. | 2013. november 15. | Azerbajdzsán | 2 – 1    | barátságos mérkőzés      |         |
| 2. | 2014. május 31.    | Finnország   | 0 – 2    | Balti-kupa bronzmérkőzés |         |
| 3. | 2014. június 4.    | Izland       | 0 – 1    | barátságos mérkőzés      |         |
| 4. | 2014. november 12. | Norvégia     | 1 – 0    | barátságos mérkőzés      | 90+1'   |
| 5. | 2014. november 15. | San Marino   | 0 – 0    | Eb-selejtező             | 74'     |
| 6. | 2014. december 27. | Katar        | 0 – 3    | barátságos mérkőzés      | 86'     |

## Sikerei, díjai
- Levadia Tallinn:
  - Észt bajnok: 2013, 2014
  - Észt kupagyőztes: 2014
  - Észt szuperkupa-győztes: 2010